# (393) Lampetia

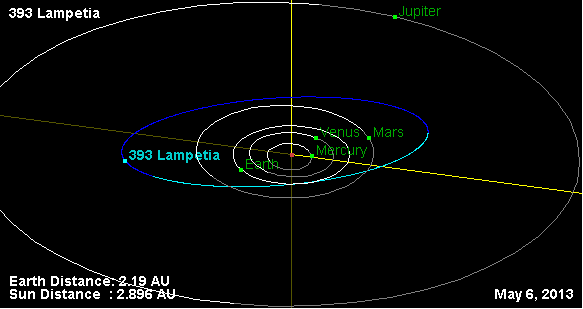
Òrbita de l'asteroide (393) Lampetia.

 Lampetia és el nom que rep l'asteroide número 393.
Fou descobert per Max Wolf des de l'observatori de Heidelberg el 4 de novembre de 1894.